# 287 a.C.
Il 287 a.C. (CCLXXXVII a.C. in numeri romani) è un anno  del III secolo a.C.

## Eventi
- La plebe romana ottiene l'uguaglianza rispetto ai patrizi, ponendo fine al Conflitto degli Ordini.

## Morti
- Teofrasto, filosofo e botanico greco antico (n. 371 a.C.)